# Urodera
Urodera es un género de escarabajos  de la familia Chrysomelidae. En 1848 Lacordaire describió el género. Contiene las siguientes especies:
- Urodera cryptocephaloides Moldenke, 1981
- Urodera monrosi Moldenke, 1981
- Urodera neffi Moldenke, 1981